# برای شرف (مجموعه تلویزیونی)
برای شرف (ارمنی: Պատվի համար»؛ Patvi Hamar) یک مجموعه تلویزیونی ملودرام عاشقانه ارمنستانی ۱۶ قسمتی محصول سال ۲۰۲۰ کشور ارمنستان به کارگردانی هراچیا کشیشیان، تهیه‌کنندگی آرمان میتویان و مارگاریتا گریگوریان و نویسندگی آناهیت آقاساریان است می‌باشد. این مجموعه تلویزیونی بر اساس نمایش‌نامه‌ای به همین نوشته آلکساندر شیروانزاده تهیه شده است.
این مجموعه از روز ۹ مارس ۲۰۲۰ از ارمنستان ۱ شروع به نمایش درآمد. بیشتر داستان این مجموعه در ایروان در ارمنستان اتفاق می‌افتد.

## داستان
الیزباروف ثروتمند با کلاهبرداری صاحب دارایی شریک خود شد. تلاش برای حفظ آبروی خانواده پایانی غم‌انگیز برای دخترش دارد.

## بازیگران
| بازیگر             | در نقش             | توضیحات                     |
| ------------------ | ------------------ | --------------------------- |
| سوس جانیبکیان      | آرتاشس اوتاریان    | پسر دوست ففید آندرئاس       |
| مانه مخویان        | ماگاریت            | دختر دوم الیزباریان         |
| مکرتیچ آرزومانیان  | مروژان             |                             |
| نرسس آوتیسیان      | سورن               | پسر دوم الیزباریان          |
| نارینه پطروسیان    | روزالیا            | دختر بزرگ الیزباریان        |
| آرام کاراخانیان    | باگرات             | پسر بزرگتر الیزباریان       |
| آنا الباکیان       | یرانوهی            | همسر آندرئاس و دختر یک کشیش |
| آلکساندر خاچاتریان | آندرئاس الیزباریان | ثروتمند محلی سرشناس         |
| رافائل کوتانجیان   | بارخودار           |                             |
|                    |                    |                             |
| آناهید گیراگوسیان  | نونا               | دختر                        |
| جولیتا استپانیان   | ویولتا             |                             |
| ماریام داوتیان     | زاروهی             |                             |
| نیکلای آوتیسیان    | تردات              |                             |
| فرونزیک آمیرخانیان | ساقاتل             | برادر یرانوهی               |
| روبرت هاکوبیان     | آلبرت              |                             |

## یادداشت
1. ↑  Արման Միտոյան
2. ↑  Մարգարիտա Գրիգորյան